# 337044 Bobdylan
337044 Bobdylan este o planetă minoră (asteroid) din centura de asteroizi. A fost descoperită pe 16 februarie 1996 la Caussols de Eric Walter Elst și a fost numită după Bob Dylan. 
Obiectul prezintă o orbită caracterizată de o semiaxă mare de 2,330928764732 UAi, o excentricitate de 0,15, o înclinație de 2,1 ° în raport cu ecliptica.